# Methylisothiazolinon
Methylisothiazolinon is een organische verbinding uit de groep van isothiazolinonen. De stof komt voor als een witachtige tot bruine vaste stof, die zeer goed oplosbaar is in water.

## Toepassingen
Methylisothiazolinon is een veel gebruikt biocide en desinfecterend middel. Het wordt als conserveermiddel tegen micro-organismen (schimmels en bacteriën) toegevoegd aan veel producten, onder meer schoonmaakmiddelen, verven, lakken, kleefstoffen, shampoos, hand- en bodylotions, zonnebrandcrème en andere cosmetische producten. Het wordt vaak in combinatie met methylchloorisothiazolinon gebruikt en deze combinatie wordt MIT (methylisothiazolinonen) genoemd. Deze combinatie kan evenwel contactallergie veroorzaken; ze is trouwens opgenomen in de Europese standaardreeks.
Industriële toepassingen van methylisothiazolinon, ter bestrijding van algen, slijmvormende bacteriën en schimmels, vindt men onder meer in papier- en papierpulpfabrieken, proceswater- en koelwatersystemen en bij het boren naar aardolie.

## Regelgeving
In de Europese Unie mocht methylisothiazolinon als conserveermiddel in alle cosmetische producten aanwezig zijn met een maximale concentratie van 0,01% (100 ppm) in het eindproduct. In dergelijke concentraties zou de stof geen risico voor de consument vormen. Een latere verordening uit 2016 verbiedt echter methylisothiazolinon in cosmetische producten die niet worden af-, uit- of weggespoeld. Als reden wordt aangegeven dat er geen veilige concentratie is van de stof voor de inductie van contactallergie. In producten die wel worden af-, uit- of weggespoeld blijft de maximumconcentratie van 0,01% of 100 ppm behouden.
De stof mag in de Europese Unie sedert 24 oktober 2009 niet meer gebruikt worden als biocide (voor desinfectie en ontsmetting). Ze is niet opgenomen in de lijst van biociden die in de Europese Unie op de markt gebracht mogen worden.